# Supercoppa italiana 2015 (pallavolo maschile)
La Supercoppa italiana di pallavolo maschile 2015 si è svolta il 24 ottobre 2015: al torneo hanno partecipato due squadre di club italiane e la vittoria finale è andata per la seconda volta al Modena Volley.

## Regolamento
Le squadre hanno disputato una gara unica.

## Squadre partecipanti
| Squadra  | Qualificazione                  | Ultima partecipazione    |
| -------- | ------------------------------- | ------------------------ |
| Modena   | Vincitrice Coppa Italia 2014-15 | Supercoppa italiana 2002 |
| Trentino | Vincitrice Superlega 2014-15    | Supercoppa italiana 2013 |

## Torneo
| 24 ottobre 2015 PalaPanini, Modena Durata: 2h:24 - Spettatori: 4 964 | Trentino | 2 - 3 | Modena | 37-35, 23-25, 23-25, 25-23, 11-15 |